# غاريث جونز (مقدم تلفزيوني)
غاريث جونز (بالإنجليزية: Gareth Jones)‏ هو مقدم تلفزيوني بريطاني، ولد في 5 يوليو 1961 في سانت أساف ‏ في المملكة المتحدة.

## وصلات خارجية
- الموقع الرسمي
- غاريث جونز على موقع IMDb (الإنجليزية)
- غاريث جونز على موقع قاعدة بيانات الفيلم (الإنجليزية)